# Въоръжени сили на Люксембург
Въоръжените сили на Велико херцогство Люксембург са съставени от Люксембургската армия (на трите официални езика – на люксембургски: Lëtzebuerger Arméi, на френски: Armée luxembourgeoise, на немски: Luxemburger Armee). Страната няма излаз на море и съответно не е организирала военноморски сили, няма и собствени военновъздушни сили. Oт 1967 г. армията е напълно доброволна. Към 2016 г. съставът ѝ включва приблизително 450 професионални военни, 340 новобранци доброволци и 100 цивилни служители, с военен бюджет от около $369 млн., или 0,9% от БВП.
Великият херцог на Люксембург е върховен главнокомандващ на армията със звание генерал (четири звезди). Началник на отбраната е Ромен Мансинели със звание бригаден генерал (една звезда). Той е подчинен на Министерството на отбраната с министър Етиен Шнайдер. Освен двете генералски длъжности висшите командни офицери се допълват от двама полковници – заместник-началникът на отбраната и началникът на Военния учебен център.
Люксембург разполага с малки въоръжени сили, което ограничава участието им в международни военни мисии основно до спомагателни хуманитарни функции (често като част от белгийски или нидерландски контингенти). Страната е член на ООН, Европейския съюз и Организацията на Североатлантическия договор (НАТО).

## История
През Късното средновековие Люксембургската династия е една от най-влиятелните в Европа, а владенията ѝ са едни от най-обширните в границите на Свещената римска империя. Нейни представители са императори на Империята и крале на Германия, Бохемия, Унгария, Хърватия и Полша. Със смъртта на свещения римски император Сигизмунд I през 1437 г. мъжката линия на династията е прекъсната и тя изпада в залез на политическата си власт. Чрез браковете си с най-влиятелните владетелски династии на континента, съребрените клонове на Люксембургите се вливат като част от Хабсбургите и Валоа. В избухналите след Великата френска революция войни на континента Херцогство Люксембург е анексирано от революционна Франция през 1795 г. и престава да съществува като държава.
Територията е освободена от французите през 1813 г. и Виенският конгрес от 1815 г. я възстановява като Велико херцогство Люксембург, разрешавайки по соломоновски възникналия диспут между Нидерландия и Прусия за контрола върху него. Като велик херцог на Люксембург на трона се възкачва кралят на Обединено кралство Нидерландия (включващо и Белгия) Вилем I Орански-Насау, а Великото херцогство става част от Германска конфедерация, предвождана от Кралство Прусия и дори на територията му е разположен постоянно пруски военен гарнизон. Великото херцогство остава в персонална уния с Кралство Нидерландия до 1890 г., когато мъжката линия на династията Орания-Насау е прекъсната и поради установеното салическо право унаследяването на люксембургския трон не може да стане по съребрена линия. Така през 1890 г. тронът минава от династията Орания-Насау към нейния клон Насау-Вайлбург, управляващ до наши дни. В течение на последните столетия Люксембург губи над две трети от същинските си владения, както и многократно по-обширните си владения в Бохемия.
След възстановяването на суверенен Люксембург като велико херцогство през 1815 г., две години по-късно е формирана Милиция от около 3000 души. Тъй като държавата влиза в състава на Германската конфедерация, пруският гарнизон, разположен на територията ѝ, отговаря за отбраната. Тази милиция е спомагателна за армията на Нидерландия до 1840 г. Службата в нея е с продължителност пет години, от които първата е активна служба, а следващите четири са в резерв, с тримесечни мобилизационни сборове всяка година.
След Белгийската революция (1830 – 1831 г.) и отцепването на южните провинции като самостоятелно Кралство Белгия с владетел от владетелската династия Сакс-Кобург и Гота, властта на нидерландския крал силно намалява. Нидерландия отказва да признае тази сецесия до подписването на Лондонския договор през 1839 г., който фиксира неутралитета на Белгия. Кралят на Нидерландия е изправен пред реалната опасност да загуби властта си над Люксембург (който губи 2/3 от територията си за сметка на провинция Люксембург в новата белгийска държава). За да намали недоволството на люксембургските мъже от службата в милицията, която включва една година редовна служба в Нидерландия далеч от дома, той разпуска милицията. Тя е реформирана в люксембургски контингент на Съюзната армия (на Германската конфедерация) в периода 1841 – 1867 г., службата, който протича в самото Велико херцогство Люксембург. След победата на Кралство Прусия над Австрийската империя през 1866 г. при Кьониггрец, Конфедерацията е разпусната. В суматохата на дипломатическото орегулиране на пруско-австрийските отношения след войната и политиката между германските държави, Френската империя на Наполеон III прави опит да анексира Люксембург, което води до Втория лондонски договор (първият от 1839 г., определящ статута на Кралство Белгия като неутрална страна), установяващ неутралитета на Люксембург, а люксембургската крепост е разрушена.
С декрет на Великия херцог на Люксембург (нидерландския крал) от 10 септември 1867 г. се създава Люксембургски егерски корпус (Corps de Chasseurs Luxembourgeois) с щат от 1568 души, а през 1881 г. милицията окончателно е разпусната. На нейно място на 16 февруари 1881 г. е съставен Корпус жандарми и доброволци (Corps des Gendarmes et Volontaires) и тази дата се счита за рождена на съвременната Люксебургска армия. Първоначалният му състав включва Жандармерийска рота от 125 души и Доброволческа рота от 250 души с общо 9 офицера. През Първата световна война Люксембург следва неутралния си статус, но много люксембургски мъже служат като доброволци във френската армия. Към нахлуването на Вермахта в Люксембург през 1940 г., Люксембургската войска включва 13 офицери, 255 жандармеристи и 425 доброволци.
На 10 май 1940 Вермахтът нахлува едновременно в Нидерландия, Белгия и Люксембург. Армията на Великото херцогство не оказва съпротива пред смазващото числено и технологично превъзходство на германците. По време на войната 11 160 люксембургски мъже са мобилизирани насилствено в редиците на Вермахта. Oт тях 3510 се укриват, 2848 са убити по време на служба, а 96 са безследно изчезнали. Множество млади люксембургци се присъединяват към люксембургската, белгийската и френската Съпротива. Немалко от тях бягат във Великобритания, за да се присъединят към изграждащите се Свободни люксембургски сили, обучени и въоръжени от Съюзниците. Те са включени в състава на белгийската свободна Бригада Пирон (Brigade Piron) – 350 люксембургски бойци. Сред сражавалите се на страната на Съюзниците люксембургци е и бъдещият Велик херцог Жан, когото войната заварва като студент в канадския университет „Лавал“ в Квебек. На 29 ноември той се записва в Британската армия в редиците на полк „Ирландски гвардейци“ (Irish Guards). На 11 юни дебаркира с полка си в Нормандия, пет дни след стоварването на десанта. Участва в битката за Каен и освобождаването на Брюксел. На 10 септември 1944 г., когато е осбободен град Люксембург получава заповед да остане там, организирайки военновременната администрация на херцогството, посрещнат от въодушевеното население. Взема участие в отбиването на Арденската контраофанзива на германците по Коледа 1944 г.
Още по време на войната с указ от 30 ноември 1944 г. е въведена всеобща военна повинност. По нея са мобилизирани 2500 млади люксембургци, а след обучението на достатъчен брой наборници се предвижда мобилизационният състав във военно време да достигне 25 000 души. Формираната от тези 2500 души армия включва пехотно подразделение с пет пехотни батальона (с намалена численост), артилерийско подразделение с 24 артилерийски установки и Гвардия на Великия херцог.
Велико херцогство Люксембург става един от първоначалните основатели на НАТО. Страната участва както в следвоенната окупация на Германия, така и в Корейската война с лекопехотна рота от около 100 души. През 1967 г. задължителната военна служба е отменена и армията придобиха днешния си характер.

## Организация
Люксембургската армия е единственият компонент на Въоръжените сили на Велико херцогство Люксембург. Тя е с батальонна численост. Страната не разполага с отделно Министерство на отбраната. Ресорно за този сектор е Министерството на външните и европейските работи (le Ministère des Affaires étrangères et européennes), чрез своята Дирекция по отбраната. Донякъде куриозно е, че страната не разполага със свое министерство на отбраната, но разполага с министър на отбраната. Към 2016 г. това е Етиен Шнайдер – вицепремиер, Министър на финансите, Министър на вътрешната сигурност и Министър на отбраната.
Министерство на външните и европейските работи (Le ministère des Affaires étrangères et européennes) (Люксембург)
- Дирекция по отбраната (Direction de la défense) (Люксембург)
  - Генерален щаб на Армията (État-Major de l'Armée)[4] (Люксембург)
  - Сухопътен компонент (Composante terrestre)
    - Военен център (Centre Militaire) – оперативният команден център е разположен в Херенберг край Дийкирш в казарма „Caserne Grand-Duc Jean“.
      - Командване на военния център [5]
      - Рота А (Compagnie A) – това е лекопехотна рота, прикрепена към Еврокорпуса и към Силите за бързо реагиране на НАТО (NATO Response Force (NRF)). По време на операции се включва в белгийски контингенти. Също така неин взвод се придава на ротационен принцип към бойните групи на Евросъюза. Ротата е изградена от команден взвод и три разузнавателни взвода с по четири стрелкови секции всеки. Всяка секция включва два бронирани автомобила Хъмви М1114 HMMWV, въоръжени с тежки картечници M2.
      - Рота D (Compagnie D) – това е лекопехотна рота, идентична с Рота A. Участва в операции на ООН, ЕС и НАТО.
      - Командна и учебна рота (Compagnie Commandement et Instruction) – ротата представлява учебния център на Люксембургската армия. Осъществява стрелковата, физическата и шофьорската подготовка на новобранския състав.
      - Служба за реинтеграция към цивилния живот (Service de Reconversion) – това е бившата Рота В. Съставена е основно от Армейско училище (L'École de l'Armee), подготвящо военнослужещите за реализация извън армията. В него се допускат военнослужещи, отслужили поне 18 месеца. При постъпването си в училището те посещават лекции на военни и цивилни дисциплини Ниво В. При покриване на 75% от изпитите по дисциплините (или ако са покрили подобни изпити още преди постъпването си в армията), те продължават в Ниво А. Лекционният план в Ниво А е подобен на Ниво В, но по-задълбочен.
      - Логистична служба (Services de Logistiques)
      - Медицинска служба (Service de Santé)
      - Елитна спортна секция на Армията (Section de Sports d’Élite de l'Armée (SSEA)) – съставена от военнослужещи професионални спортисти.

  - Авиационен компонент (COMPOSANTE AÉRIENNE) – Велико херцогство Люксембург не разполага със свои собствени военновъздушни сили. Авиационният компонент включва един офицер и един подофицер в Генералния щаб, съветващи висшето военно и гражданско ръководство относно спецификата на военните въздушни операции, офицер за свръзка към белгийския Генерален щаб в Брюксел и трима пилоти, интегрирани в състава на 15-о въздушнотранспортно крило на Белгийския военновъздушен компонент, разположено на международното летище Брюксел – Мелбрьок.
  - Армейска сапьорна служба – Валдхоф (Service de déminage de l'Armée – Waldhof) (Люксембург)
  - Армейско училище (École de l'Armée) (Люксембург)
  - Военно правосъдие (Justice militaire) – трима юрист-консулти, военни офицери магистрати (военни прокурори), осъществяващи дисциплинарно-наказателна работа и обучаващи личния състав за правните аспекти на военните операции в страната и зад граница.
  - Военен оркестър (Musique militaire) (Люксембург) – 75 музиканти
  - Военна капеланска служба (AUMÔNERIE MILITAIRE) (Люксембург)
  - Извънредни постове (Postes hors cadre) – люксембургски военни представители
    - Почетна стража пред двореца на Великия херцог (PALAIS GRAND-DUCAL)
    - Правителствен комуникационен център (CENTRE DE COMMUNICATION DU GOUVERNEMENT)
    - Разузнавателна служба (SERVICE DE RENSEIGNEMENT)
    - Висшият съвет за национална защита (HAUT-COMMISSARIAT A LA PROTECTION NATIONALE)
    - Военно представителство при ЕС (UNION EUROPÉENNE) (Брюксел, Белгия)
    - Военно представителство при NATO (OTAN) (Брюксел, Белгия)
    - Военно представителство при Висшето командване на НАТО за Европа (SUPREME HEADQUARTER ALLIED POWERS EUROPE) (Монс, Белгия)
    - Военно представителство при Командването на Еврокорпуса (CORPS EUROPÉEN) (Страсбург, Франция)
    - Военно представителство при Многонационалното обединено командване на НАТО в Улм (MULTINATIONAL JOINT HEADQUARTERS ULM) (Улм, Германия)
    - Военно представителство при Европейското въздушнотранспортно командване (EUROPEAN AIR TRANSPORT COMMAND (EATC))

## Авиация
Макар Люксембург да няма свои собствени военновъздушни сили, Великото херцогство формално разполага със свои военни самолети. Авиационният отряд на НАТО за ранно радиолокационно предупреждение (NATO Airborne Early Warning Force (NAEWF)) е разположен в германската авиобаза Гайленкирхен, в непосредствена близост до нидерландската и белгийската граници. Отрядът се командва на ротационен принцип от американски или германски бригаден генерал от ВВС и включва 30 многонационални екипажа от 14 страни – членки на Организацията НАТО. Оперира с 16 самолета за далечно радиолокационно откриване (ДРЛО) E-3A AWACS, носещи люксембургска регистрация и обозначени с люксембургския опознавателен знак, вариация на Герба на Люксембург (червен лъв, изправен на задните си лапи върху кръг с бели и небесносини ленти). Освен това Люксембург е поръчал военнотранспортен самолет Airbus Military A400M, който да бъде доставен през 2017 г. Тъй като Великото херцогство не разполага със свои военновъздушни сили, той ще бъде предаден на Въздушния компонент на Въоръжените сили на Кралство Белгия и ще оперира за нуждите на двете държави.